# هرازجان
هرازجان،روستایی است در دهستان جاسب، در بخش مرکزی شهرستان دلیجان، استان مرکزی، ایران. بر اساس سرشماری سال ۱۳۸۵، جمعیت آن ۱۲۰ نفر در ۵۴ خانوار بوده است.
اکثریت اهالی این روستا، مسلمان شیعه هستند که هر ساله، مراسم عزاداری تاسوعا و عاشورا، در حسینیه سیدالشهداء این روستا برگزار می‌شود.
این اسم از اصطلاح هزارجوان گرفته شده است بدین معنا که جوانان این روستا از قدیم الایام زیاد بوده است.
این روستا دارای یک برج کاه گلی قدیمی می‌باشد که در زمانهای قدیم برای دیدبانی مورد استفاده قرار می‌گرفته است البته بیشتر آن تخریب گردیده است.
همچنین در این روستا تعداد چهار مسجد محلی کوچک و یک حسینیه بزرگ وجود دارد.
داخل بافت این روستا چه در محله‌های مسکونی یا در دشتهای کشاورزی تقریباً تعداد پنج قنات و سرچشمه وجود دارد.

## جمعیت
این روستا در دهستان جاسب قرار دارد و براساس سرشماری مرکز آمار ایران در سال ۱۳۸۵، جمعیت آن ۱۲۰ نفر (۵۴خانوار) بوده است.